# 티마이오스 (대화편)
티마이오스(그리스어: Τίμαιος)는 기원전 360년경에 쓴 플라톤의 저작이다. 플라톤 저술들은 보통 세 시기로 구분하는데, 《티마이오스》는 그 가운데 세 번째 시기 작품에 해당한다. 소크라테스와 대화상대자들인 티마이오스, 크리티아스, 헤르모크라테스, 그리고 익명의 한 사람 사이 이야기를 대화체로 쓰고 있으며 우주와 인간, 혼과 몸 등에 관해 이야기하고 있다. 

라파엘로의 아테네 학당 중 일부. 플라톤(왼쪽)이 끼고 있는 책이《티마이오스》이다

## 《티마이오스》의 구성
《티마이오스》는 소크라테스, 크리티아스, 헤르모크라테스, 티마이오스의 대화 내용으로 이루어져 있다. 원전에는 목차가 없으나, 박종현과 김영균(2000) 역주의 번역서에서 역자가 논의 진행의 내용들을 순서에 따라 나열한 목차를 제시하면 다음과 같다.

Ⅰ. 들어가는 대화

1. 《국가》편에 대한 요약적 언급과 소크라테스의 기대

2. 아틀란티스 이야기

3. 티마이오스, 크리티아스, 헤르모크라테스의 이야기 순서

Ⅱ. 서론: 우주론적 탐구의 성격과 그 범위

Ⅲ. 지성에 의해 만들어진 것들

1. 창조의 동기와 그 본

2. 우주의 몸통 구성

3. 우주 혼의 구성 및 동일성의 운동과 타자성의 운동

4. 시간의 창조와 천체들의 운행 방식

5. 전통적인 신들

6. 인간 혼의 구성과 혼의 운명

7. 인간 몸의 구조: 머리 및 사지

8. 시각의 작용 원리

9. 시각과 청각의 진짜 원인과 보조적 원인

Ⅳ. 필연의 산물들

1. 방황하는 원인

2. 생성의 수용자에 대한 비유적 설명들

3. 4원소의 형상

4. 존재(형상), 공간(수용자), 생성에 대한 요약적 설명

5. 혼돈의 상태에 대한 기술

6. 4원소의 수학적 구성과 정다면체들의 할당

7. 4원소의 변환과 삼각형들의 다양한 크기

8. 운동과 정지

9. 4원소의 다양한 부류들

10. 감각적 지각과 그 성질들-촉각과 관련된 성질들, 즐거움과 괴로움의 원인, 미각, 냄새들, 청각, 빛깔들

11. 필연의 산물들에 대한 결론적 언급

Ⅴ. 지성과 필연의 결합

1. 앞서 한 이야기에 대한 요약적 언급

2. 인간 혼의 사멸하는 부분들과 그 위치

3. 간, 지라, 위, 창자의 기능

4. 몸의 다른 조직들: 골수, 뼈, 살, 힘줄, 피부, 머리카락, 손발톱

5. 식물들

6. 혈액 운반 체계

7. 호흡 기관 및 그 작용 원리

8. 순환적 떠밂의 원리에 의거한 다른 현상들에 대한 설명들

9. 피의 형성과 성장 및 쇠퇴

10. 몸의 질병들

11. 혼의 질병들

12. 몸과 혼(마음)을 위한 치유책들

13. 혼에 대한 보살핌

14. 윤회에 대한 이야기와 결론

## 《티마이오스》에 나타난 주요 개념들

### 무질서와 질서
무질서와 질서의 의미에 관해서는 박윤호(1995)의 설명을 참고할 수 있는데, 이에 따르면 티마이오스에서 플라톤이 생각하는 무질서의 내용은 동일성의 결여, 균형의 결여, 공간 운동에서 일정한 방향의 결여로 압축된다.
그리고 이에 대응하여 플라톤이 생각하는 질서의 내용도 드러나는데 동일성, 균형, 원운동이다. 실제로 이 셋은 티마이오스에서 자연사물과 자연세계를 직접 설명할 때 기본 원리의 역할을 하고 있다. 그런데 원운동과 균형에 더 주의를 기울이면 동일성이 그것들의 바탕이 되고 있음을 알 수 있다. 원운동은 동일성이 유지되는 운동이고 균형은 동일성이 유지되는 관계이다. 결국 질서에 대한 플라톤의 기본적인 생각은 동일성이라 할 수 있다.

### 존재와 생성
티마이오스에 중요한 개념 중 하나는 존재와 생성이다. 플라톤은 존재(혹은 존재자)와 생성(혹은 생성자)을 구별함으로써 우주론을 제시한다. 강덕창(1992)의 설명에 의하면, 플라톤이 의도하는 존재의 의미는 '일정 시간 동안에 (그것)인, 동시에 있는 것'이고, 생성은 '순간적 시간 동안 (그것)이 되면서 (그것)이지 않게 되는, 동시에 있게 되면서 있지 않게 되는 것'이다. 이는 '항상 동일하게 있는 것'과 '항상 (다른 것으로) 되는 것'으로도 구별할 수 있다. 항상 동일하게 있는 것'은 '추론을 동반한 사유에 의해 파악되는 것'이고 '항상 (다른 것으로) 되는 것'은 '추론없는 감각을 동반하는 의견의 대상인 것'이다(박윤호, 1992). 그리고 이 우주는 '언제나 존재하는 동시에 언제나 생성하는 것', 즉 존재자인 동시에 생성자이다. 이같은 특성은 융합되기가 힘든 상반된 두 개의 것들로 나타나지만 분명히 이 하나의 우주가 동시에 가지고 있는 특성들이며, 이 특성들은 우리의 사유와 감각으로 인식된다.

### 4원소에 대한 구조적 설명
《티마이오스》에 나타난 4원소의 수학적 구조에 대한 내용을 김영균(1992)의 설명을 통해 제시하면 다음과 같다. 플라톤은 그 당시 물질의 궁극적 원소로 간주되었던 이른바 4원소들을 수학적인 구조에 의해 설명하고 있다. 플라톤은 삼각형을 출발점으로 하여 물질을 이해하는데, 부등변 직각삼각형과 이등변 직각삼격형을 두 개의 요소 삼각형으로 제시한다.
이를 바탕으로 4원소 가운데 불, 공기, 물은 부등변삼각형을 요소로 하여 구성되고 흙은 이등변삼각형을 요소로 해서 구성된다. 또 불에는 정4면체, 공기에는 정8면체, 물에는 정20면체가 할당되고 흙에는 정6면체가 할당된다. 그리고 이것들의 생성변화는 요소 삼각형들의 결합과 해체에 의해 설명된다. 그러나 이러한 변환 과정에서 흙은 제외된다. 흙을 구성하는 요소 삼각형과 불, 물, 공기를 구성하는 요소 삼각형은 다르기 때문이다. 4원소들 중 어느 하나의 입자가 해체되면, 정다면체들은 그것을 구성하는 요소 삼각형들의 결합 방식에 따라 다른 구조로 변환될 수 있다. 예를 들어 공기 입자는 8개의 변을 갖고 16개의 삼각형으로 구성되어 있어서, 해체될 때 다시 2개의 불의 입자로 재결합할 수 있다. 또한 40개의 요소 삼각형으로 구성된 물의 입자는 5개의 불의 입자로 재구성되거나, 2개의 공기 입자와 하나의 불의 입자로 재구성될 수 있다. 이처럼 플라톤은 4원소의 생성과 변환을 요소 삼각형들의 결합과 해체에 의해 설명하며, 나아가 사물들의 성질을 요소 삼각형들의 결합에 의해 성립된 정다면체의 구조에 의해서 설명한다.

## 《티마이오스》의 우주론
플라톤은 ‘국가’편에서 ‘장차 사적으로나 공적으로나 슬기롭게 행하고자 하는 자’, 그런 사람으로서 나라를 통치하게 될 사람이 터득해야 할 ‘가장 중요한 배움’을 ‘좋음의 이데아’에 대한 앎이라 하며, ‘ 이 ‘좋음 자체’를 ‘혼의 눈’을 통해서 보게 됨으로써 이를 ‘본’으로 삼게 되어, 올바른 처신과 함께 나라도 제대로 통치할 수 있게 된다고 하였다.

플라톤은 우주의 창시자를 ‘데미우르고스’라고도 하고, ‘구성한 이’라고도 한다. 이 낱말들은 일상적으로 장인이나 목수를 뜻하던 말로써 이는 자기들에게 주어진 소재를 가지고 어떤 ‘구실’을 하게 될 자기들의 제작물을 자기들 나름으로 최선을 다해 만들어 냄으로써 ‘좋음’을 실현하고자 하는 이들이다. ‘주어진 것’을 가지고서 무엇인가를 ‘훌륭하게 만드는 행위’를 하는 것은 한나라의 참된 치자나 올바름을 실현하는 ‘데미우르고스’도 마찬가지이다. 우주가 만들어지는 것에서부터 장인들의 기술적 제작행위나 나라의 수립과 그 경영 그리고 개인의 인격형성과 삶의 태도에 이르기까지 같은 이치가 적용되고 있으니, 이것들에 있어서 적용되는 원리 또한 같은 것일 수밖에 없는데 '좋음' 이 바로그것이라는 생각이다. '좋음'은 원리를 뜻하는 헬라스어로 ‘아르케’로, 이는 ‘시작, 근원, 기원 , 원칙, 관직, 지배, 왕국 등의 뜻도 있는데 여기에서 의미하는 ‘원리’는 우주라는 전체 속에 존재하는 모든 사물이 따르는 원칙이어서, 결과적으로 그것들 모두의 존재방식을 포괄적으로 이해하는 데는 그것을 원리로 삼을 수 없음을 의미한다.
실상 그의 우주론은 우주에서 작용하는 지성적 또는 이성적인 것의 이치와 그런 것의 규칙성 및 질서 등을 사람들이 배워서 본받는 것이 인간으로서 선택할 수 있는 ‘최선의 삶’임을 천명하고 있는 것이다. 이는 우주적 질서에 모든 것이 동화되어 편입되어야 함을 강조하는 것이기도 하다. 이렇게 볼 때, ‘티마이오스’편에 등장하는 ‘데미우르고스’는 어떤 점에서는 ‘좋음’의 원리가 신격화된 것이라고 볼 수도 있으며, 또한 더 나아가 그 ‘좋음’이 실현되는데 있어서는 지극히 지성적 또는 이성적인 방식으로 이루어진다는 점에서 그는 지성의 화신이기도 하다. 이런 성격을 갖는 ‘데미우르고스’ 의 구성적인 기술의 창조물이 이 우주 인 것으로 말하고 있으니, 플라톤의 우주론은 형이상학적이면서도 기술적 창출과정을 모델로 삼은 우주론인 것이다.

### 《티마이오스》에서 말하는 우주의 신체 및 형태
티마이오스에 따르면, 생성된 것은 물체적인 것이며 볼 수도 있고 접촉할 수도 있는 것이어야 한다. 하지만 불 없이는 어떤 것도 결코 볼 수 있는 것으로 될 수 없고, 단단한 것 없이는 어떤 것이 접촉할 수 있는 것으로 될 수도 없으며, 흙 없이는 어떤 것도 단단한 것이 될 수 없을 것이다. 이런 연유로 신은 불과 흙으로 우주의 몸통을 구성하고 만들어가기 시작했다. 그러나 불과 흙 외의 어떤 셋째 것 없이 이 둘만은 서로 훌륭하게 결합될 수 없었기 때문에, 양쪽을 중간에서 결합해 줄 어떤 끈 즉.어떤 셋째 것이 생겨야만 했다. 끈들 중에서도 가장 훌륭한 것은 자신도 묶여진 것들도 최대한 하나로 만드는 것이겠는데, 이 일은 등비비례가 그 성질상 가장 훌륭하게 수행하는 것이다.
어떤 수들이든 간에 세 개의 수 중에서, 그것들이 정수들이든 제곱근들이든 간에, 중간 것이 이런 것일 때, 즉 첫째 것이 이것(중항)에 대해 갖는 관계가 그것(중항)이 마지막 것에 대해 갖는 관계이고, 다시 역으로 마지막 것이 중간 것(중항)에 대해 갖는 관계가 중간 것은 첫째 것과 마지막 것이 되고 다시 마지막 것과 첫째 것은 둘 다 중간 것으로 되는데, 이렇게 되면 모든 것을 필연적으로 같은 것들로 되고, 일단 서로 같은 것들로 되면, 이것들은 모두가 하나로 될 것이다. 그런데 우주의 몸통이 아무런 깊이도 갖지 않고 평면으로 되어야만 했다면, 하나의 중항으로도 그 자신과 관계되는 다른 것들과 자신을 함께 묶기에 충분했을 것이다. 그러나, 우주의 몸통은 실상 입체적 형태로 되는 것이 적절하지 않고, 입체적인 것을 조화롭게 결합하는 것은 결코 하나의 중항이 아니라, 언제나 두 개의 중항이다.
이는 수식으로 나타내면, a : x = x : y = y : b( a,b는 두 용적, x, y는 두 개의 중항)의 식에서

a³ : x³ = a : b의 관계가 성립

```
 (a : X = x : y에서 x²= ay, a : x = y: b에서 xy = ab, y=ab/x.y=ab/x를 x² = ay에 대입하면 

 x² = a²b/x, x³ = a²b.x³ = a²b의 양변에 a를 곱하면 ax³ = a³b, a³/x³ = a/b. 

 그러므로 a³ : x³ = a : b)
```

되므로, x가 곧 배가된 입체의 한 변의 길이가 되는 것이다.
그렇기에 신은 물과 공기를 불과 흙 사이의 중간에 놓고서, 이것들을 가능한 한, 그것들이 서로에 대해 같은 비례관계를 갖게 하여, 즉 불이 공기에 대해 갖는 비는 물이 흙에 대해서 갖는 비이도록 하여 묶은 다음, 천구를 볼 수 있고 접촉할 수 있는 것으로 구성했다. 이런 까닭으로 그리고 수에 있어서 이와 같은 네 가지인 것들에서 우주의 몸통이 그 비례 관계로 인해조화를 이룸으로써 생겨나게 된다. 그리하여 그것이 자신과의 통합을 보게 되니, 이것은 이를 결합한 이 말고는 다른 어떤 것에 의해서도 해체되지 않게끔 하였다.
우주의 구성은 이들 네 가지 것 각각의 전부를 취한 것이다. 우주를 구성한 이는 그것을 모든 불, 물, 공기, 흙으로 구성하였다. 이는 우주가 완전한 부분들로 이루어져 최대한 전체로서 살아있는 완전한 것이었으면 해서였고, 게다가 또한 그것이 하나뿐이기를 원했기 때문이었다. 또한 더 나아가 그것이 늙지도 병들지도 않기를 원했기 때문이었다. 바로 이러한 이유에서 그는 물, 불, 공기,흙 전부를 써서 하나뿐인 전체로 완성한다. 형태 또한 그 자신 살아있는 것으로서 자신안에 살아있는 모든 것을 포용하게 되어있는 형태가 적절하였기 때문에, 중심에서모든 방향으로 끝점들에 대해서 같은 거리를 갖는 구형으로 둥글게 돌려 만들어 냈는데, 이것은 모든 형태 가운데서도 최대의 자기 동일성을 지닌 것이다. 그것은 감각 기관이 있을 필요가 없었는데 이는 그 자신 외에 느낄만한 것이 아무것도 없기 때문이다.
그것은 자신의 소모를 자신에게 자양으로 제공하고, 모든 것을 자신 안에서 그리고 스스로 겪기도 하고 작용을 미치게도 하게끔 기술적으로 창출되었다. 이를 구성한 이(데미우르고스)는 자족하는 것이 뭔가 다른 게 필요한 것보다 더 나은 것으로 생각했기 때문이다. 그렇기 때문에 뭔가를 잡거나 디딜 필요가 없었기 때문에 팔과 다리 또한 필요하지 않았다. 언젠가 있게 될 신에 대비하여, 언제나 있는 신(데미우르고스)의 모든 헤아림 뒤에 매끄럽고 고르며 중심에서 모든 방향으로 같은 거리를 가지고, 전체로서 완전한 몸통을 완비된 물질들에서 만들어 낸다. 그 후 그는 이것의 중심에 혼이 자리잡게 한 다음, 이것이 전체를 통해서 뻗치도록 하였으며, 더 나아가서 이 몸통을 혼으로 밖에서 감쌌다.

### 《티마이오스》에서 말하는 우주의 영혼
플라톤은 우주제작자(데미우르고스)가 모든 시원들을 사용하여 하늘 영혼과 생물체들의 영혼들을 만들었다고 한다. 그는 '언제나 존재하는 신'으로서 시원들을 섞어 하늘의 영혼을 맨 먼저 만들고 그 다음으로 4원소로 하늘의 몸을 만든 다음, 하늘 영혼을 만들어 섞고 남은 시원들을 다시 섞어 생물체들의 영혼을 만들었다고 한다.
데미우르고스는 혼을 몸통보다 어린 것으로 만들지는 않았는데, 이는 다시 말하면 시간적으로는 우주의 혼과 몸통이 동시적으로 함께 존재하게 되었으나, 서열상으로는 혼이 앞서는 것이다. 데미우르고스는 불가분적이고 언제나 같은 상태로 있는 존재와 물체들에 있어서 생성되고 가분적인 존재, 이들 양자에서 그 중간에 있는 셋째 종류의 존재를 혼합하게 된다. 그리고 다시 그는 동일성 및 타자성과 관련해서도 역시 같은 방식으로 이것들의 불가분적인것과 물체들에 있어서 가분적인 것의 중간에 있는 셋째 종류의 것들을 구성한다. 그 후 그는 셋인 이것들을 갖고서 이 모두를 하나의 형태로 혼합했는데, 동일성과 섞이기 힘든 타자성은 억지로 조화를 이루게 결합한다. 그리고 이것들을 존재와 함께 섞어서, 이들 셋을 하나로 만들고, 다시 이 전체를 그가 적절한 부분만큼 나누었지만, 나뉜 각 부분은 동일성, 타자성, 그리고 존재로 혼합된 것이다. 불가분적인 존재, 동일성, 타자성은 형상을 가리키고, 가분적인 존재, 동일성, 타자성은 감각에 의해 지각되는 것들과 관련된 것들을 일컫는 말이다.
플라톤이 우주혼을 형상과 물체적인 것들의 중간적인 것들로 구성된 것으로 파악하는 이유는 기본적으로 혼이 형상의 세계와 감각에 의해 지각되는 생성의 세계에 모두 관여할 수 있다는 것을 설명하기 위한 것이다. 이로 인해 우주혼은 영원한 형상의 세계와 끊임없이 변화하는 생성의 세계를 매개하는 역할을 한다.

## 관련 논의

### 《티마이오스》와 음악
플라톤이 《티마이오스》이론에서 음악과 연관지어 설명하고자 하는 바는 다음과 같다. 플라톤에 의하면 우주는 영원함을 모사해 만든 생명체로 유일하다. 그리고 그것을 가시화하기 위해 물체적 형태를 만들어가는데 불과 흙이 기본이 되며 이를 결합하기 위해 중간요소로 물과 공기를 두어 우주신체를 만든다. 이것을 완벽한 비례로 해야 파괴되지 않는 완벽함을 갖게 되기 때문에 산술 중항과 조화 중항의 수적 비례를 여기에 도입한다. 우주구성의 네 원소를 빌어 데미우르고스가 선한 목적을 이루기 위해 완벽한 신체적 결합을 꾀했듯이, 우주의 영혼도 세가지 요소를 취해 구성한다. 불가분적 존재와 가분적 존재, 그리고 제 3의 존재를 만들어 혼합했고, 그것들도 결합하게 하기 위해 <같음>과 <다름>, 그리고 그 중간적인 <같음>과 <다름>을 만들어 완성한다. 이렇게 각각 만들어진 형태와 영혼이 연결되어서 결합을 하는 지점에서 음악적 문제가 도출횐다. 즉, 음악이 우주의 영혼과는 물론이고 형태와도 연결되며, 이러한 연결이 소리의 실재로 드러나는 과정은 수리적이고 기하학적인 방식을 통해 드러난다.

우주가 갖는 입체적 구조에 적합하게 데미우르고스가 취한 우주영혼과 우주신체의 길이는 1부터 시작해서 27까지 가는 2등급수와 3등급수이다. 그리고 이것들을 위한 중항들이 채워져 아래와 같은 비례와 수가 마련된다.

산술중항(Mean)= (초항+ 말항)/2

조화중항(Harmonic mean)= (2 × 초항× 말항)/(초항+ 말항)
수리적으로도 완벽한 결합을 한 것이고, 그것은 곧 우주의 영혼과 신체의 완전한 겨랍의 객관적 상징이 되는 것이기도 하다. 《티마이오스》 36장에 드러난 비례로부터 음계의 체계를 끌어내 보면

2등급수 1,2,4,8에서는 3:4, 8:9, 3:4의 비율이 나오고 3등급수, 즉 1,3,9, 27 에서는 2:3, 3:4, 2:3의 비율이 드러났다. 2등급수의 결합을 보면 ① • 4/3 • 3/2 • ② • 8/3 • 3 • ④ • 16/3 • 6 • ⑧ 이 되고, 3등급수의 결합을 보면 ① • 3/2 • 2 • ③ • 9/2 • 6 • ⑨ • 27/2 • 18 •이 되는 것이다.

그리고 1에서부터 27까지의 우주영혼의 전체길이를 완벽하게 결함하기 위해서 3:4의 공간에는 모두 8:9를 채우고 그 남는 나머지는 243:256의 분수로 채워진다는 것이다. 그것을 그림으로 나타내면 오른쪽과 같다.
이것을 음악이론적으로 설명하면 불가분적 1과 그 가분적 <같음>인 2의 결합을 위해, 다시 말하면 그것은 <같음>의 세계인 옥타브의 결합을 위해 5도음정과 4도음정이 중항 역할을 한다는 것이다(이것은 <다름>의 세계이다). 그리고 다시 5도음정 3/2 과 4도음정 4/3 와 차이인 9/8 로 이 중항들(즉 5도 음정과 4도 음정)을 다시 결합시키는 것이다. 초항과 4도의 거리가 있는 음정도 9/8로 먼저 나누고, 그 남은 거리는 불완전한 반음인 256/243 의 분수로 채워질 수 밖에 없다는 것이다.(이것이 제 3의 결합체가 되는 것이다). 이렇게 해서 1에서 27까지 2등급수와 3등급수, 그리고 9/8 와 256/243 의 비례들을 다 결합하여 하나로 나열하면, 그것이 곧 우주영혼의 실재로 드러나는 우주신체의 변환의 모습 중의 한 가지, 즉 소리가 지닐수 있는 완벽한 하모니가 되는 것이다.

### 《티마이오스》해석에 있어서 에이도스와 이데아 구분의 중요성
에이도스와 이데아가 의미하는 바는 비슷하지만, 플라톤과 아리스토텔레스는 이 용어를 조금 다르게 사용하였다.

1. 이데아

이데아는 진리나 실재를 표현한다. 감각(촉각, 미각, 후각, 시각, 청각)으로는 얻을 수 없고 정신을 훈련함으로써 얻을 수 있다. 말하자면 이데아는 지성을 통해서만 깨달을 수 있다. ‘이데아’라는 말의 어원은 그리스어 ‘에이도스’나 ‘이데아(idea)’에서 비롯되었는데, 이는 ‘이상(理想)’이라는 뜻에 가깝다. 그러나 ‘이데아’라는 말로 옮기는 ‘이상’이라는 말로 옮기든 그 말에는 정신 안에 있다는 전제가 어느 정도 있는데, 플라톤은 이데아나 이상이 정신과는 독립적으로 존재한다는 대담한 주장을 펼쳤다.
감각 경험(사물을 보고 만지고 맛보고 느끼며 냄새 맡는 것)에는 이데아의 자취가 남아있다. 즉 그 안에는 완전무결한 아름다움, 선, 빨강의 흔적이 남아 있다. 우리가 어떤 대상에서 아름다움의 이데아를 느낄 수 있는 것은 태어나기 전부터 이미 우리가 갖고 있었던 아름다움의 이데아를 떠올릴 수 있기에 가능한 일이다. 말하자면, 이데아는 우리가 선천적으로 갖고 있는 지식이며, 우리는 교육을 통해서 그것을 떠올릴 수 있다.
이데아는 영속적이며 불변하나, 감각의 세계는 일시적이고 변화한다. 그런 점에서 우리는 끊임없는 유동의 상태에 있는 사물을 도저히 알 수 없다. 무언가 있어야 알 수 있을 것 아닌가.

2. 에이도스

‘에이도스’는 형상 혹은 모양을 의미한다. 플라톤은 이것을 그가 주장한 참된 실재(實在)인 이데아의 의미로 사용하였지만, 아리스토텔레스는 가능태인 질료에 대한 현실태로서의 형상을 의미하는 말로 사용하였다. 그들 모두 본질이라는 의미로 사용한 점에서는 공통적인 면이 있다. 또 후설의 현상학에서도 본질과 같은 뜻으로 사용되고 있다.
아리스토텔레스는 세상의 모든 사물안에는 그것이 그것으로 있게 하는‘형상’이 들어있다는 플라톤의 주장에는 반대하지 않았다. 단지 그 형상이 이데아처럼 이 세상이 아닌 다른 어떤 곳에서 따로 존재한다는 것에 반대했다. 플라톤의 동굴비유에서도 볼 수 있듯이, 동굴에 갇힌 죄수들은 그들이 있는 동굴을 초월하여서 밖으로 나가야만 또 다른 세계를 만날 수 있었다. 죄수가 밖으로 끌려나가기 전까지는 그에게 동굴은 세계이자, 전부이다. 이 동굴비유를 통해서 플라톤은 이데아는 현실 속에서는 찾기 힘든, 현실을 벗어나야만 찾을 수 있는 초월적인 세계로 보았다. 플라톤에게 이데아계는 현실의 세계가 아니다. 진정한 세계는 눈에 보이지 않는다. 보고 느끼고 맛보며 냄새 맡고 듣는 인간의 감각 너머에 있다.

3. 플라톤의 이데아
1) 아름다움의 이데아

사람들은 ‘아름다움’에 대해서 어떻게 알게 될까? 대부분의 사람들은 경험을 통해서 어떤 것이 아름다운 것인지를 알게 된다. 하지만 플라톤은 ‘아름다움에 대한 지식’은 타고나는 것이라고 생각했다. 즉, 우리가 태어날 때 백지상태로 태어나는 것이 아니라 영혼 속에 이미 인지된 상태로 태어난다고 보았다.

2) 수많은 이데아들

‘더 좋은 것’이란 무엇일까?‘더 좋은 것’은 생활 구석구석에 영향을 미친다. 사회, 생활 수준, 도덕이 발전한다고 말할 때 우리는 지향점이 있다고 전제한다. 소크라테스와 마찬가지로 플라톤도 도덕적 진리 같은 것이 있다고 생각했다. 플라톤은 도덕은 우리가 사는 사회나 시대에 따라 달라지는 상대적 명제가 아니라고 생각했다. 한 사회가 다른 사회보다 도덕적으로 앞선 사회라고 말한다면, 그것은 곧 절대적 도덕 기준이 있다는 말과 같다.

3) 선의 이데아

플라톤은 이데아에 위계 질서가 있다고 생각했다. 아름다움, 정의 , 의자, 침대 같은 구체적 이데아가 있는 반면, 이런 것을 초월한 이데아가 있다고 믿었다. 바로 선의 이데아이다. 모든 존재와 완전함은 궁극적으로 선의 이데아에서 흘러나온다. 선의 이데아는 마치 태양처럼 모든 이데아와 모든 사물에 빛과 생명을 가져다준다. 따라서 선의 이데아를 자각하는 사람만이 참된 깨달음을 얻는다.
하지만 아리스토텔레스는 어떠한 형상은 우리가 볼수도 있고 만져볼 수도 있는 ‘개별사물’안에 들어있으며 동시에 우리의 정신 안에 ‘개념’으로 들어있다고 생각했다. 그리고 그것을 이데아라는 이름대신 ‘에이도스’라고 불렀다.
따라서 아리스토텔레스에게 진리는 세상에 없는 ‘이데아에 대한 지식’이 아니고 세상의 개별사물들의 ‘에이도스에 대한 지식’이다. 그래서 플라톤은 골방에서 사색을 했고(이 세상에 없는 것에 대해 생각해야 하니까,) 아리스토텔레스는 정원에서 관찰을 했던 것이다(이 세상에 있는 것에 대해 생각을 해야 하니까).

## 같이 보기
- 프로클로스
- 요하네스 케플러
- 고트프리트 빌헬름 라이프니츠
- 플로티노스
- 창조 신화
- 목적론적 논증

## 참고 문헌
- 강대석, 김언호(1991). 그리스 철학의 이해. 서울: 한길사.
- 강덕창(1992). 플라톤의 《티마이오스》 편에 나타난 우주론. 충남대 대학원 석사학위논문.
- 김영균(1992). 공동연구 : 플라톤의《티마이오스》편:《티마이오스》에서 4원소에 대한 구조적 설명. 서양고전학연구, 6(0), 239-260.
- 김춘미(1993). 서양음악 이론사를 위한 원전 연구: 플라톤의 《티마이오스》와 음악. 음악논단 제7집.
- 박윤호(1995). 자연의 질서와 무질서 : 플라톤의 《티마이오스》연구. 서울대 대학원 박사학위논문.
- 박윤호(2004). 고대 그리스 자연학과 도덕. 서울: 서광사.
- 박종현, 김영균(2000) 역주. 플라톤의 티마이오스. 서울: 서광사.
- Downs, Robert Bingham(2004). 교과서가 죽인 책들. 곽재성, 정지운 옮김. 서울: 예지.
- Jackson, Roy(2004). 30분에 읽는 플라톤. 김지원 역주. 서울: 랜덤하우스중앙
- Martin, Gottfried(2004). 진리의 현관 플라톤. 이강서 옮김. 서울: 한길사.
- 소통공공체 공감마루, http://comcenter.tistory.com/69%5B깨진+링크(과거+내용+찾기)%5D